# Ptychocroca keelioides
Ptychocroca keelioides es una especie de polilla de la familia Tortricidae. Se encuentra en Chile (provincia de Santiago y Región de Valparaíso).
Los adultos son variables, en la mayoría de los especímenes el sobreescamado gris del ala anterior disminuye el contraste entre el área basal oscura y la porción distal blanca o pálida. Tienen un parche de escamas de color beige-naranja a cada lado de la bolsa que oculta la glándula de las alas traseras. Los adultos vuelan de octubre a febrero.

## Etimología
El nombre de la especie se refiere al proceso en forma de quilla del edeago.